# Lauren German
Lauren Christine German (Huntington Beach, 29 november 1978) is een Amerikaanse actrice. Ze werd in 2015 genomineerd voor een People's Choice Award voor haar rol als  Leslie Shay in Chicago Fire en is vooral bekend van haar rol als  Chloe Decker  in de Netflixserie Lucifer.